# Brega
Brega (időnként Marsza al-Brega, arabul مرسى البريقة, Marsā al Burayqah) egy településkomplexum (több kisebb településből álló közigazgatási egység) és ipari övezet Líbiában, Váhát tartományban.

## Fekvése
Líbia keleti részén, a történelmi Kireneika tartomány nyugati részén helyezkedik el, a Földközi-tengerhez tartozó Szidra-öböl partján. A fővárostól, Tripolitól 782 km-re keletre, Bengázitól 244 km-re délnyugatra, Adzsdábijától 84 km-re nyugatra található.

## Története
A település történelmileg Kireneika régió része, melynek az idők folyamán legfontosabb tengeri kikötőjévé nőtte ki magát. Brega történetének első említésre méltó fejezete a második világháborúhoz, azon belül az észak-afrikai hadjárathoz kötődik. 1941 márciusában Erwin Rommel, a német csapatok parancsnoka innen indította meg első hadműveletét a brit hadsereg egységei ellen, amelyeknek Bregában – mely ekkor még csak egy kis halászfalu volt – kiépített állásait március 31-én elfoglalta. Rommel hadművelete a később szövetséges győzelemmel végződő tobruki csatába torkollott.
Brega kiépítése 1960-tól vette kezdetét, 1961-ben építették fel területén az első kőolaj-finomítót.
A város – stratégiai fontossága miatt – szintén fontos szerephez jutott a 2011-es líbiai polgárháború idején. Brega birtoklásáért négy csatát is vívtak a Moammer Kadhafihoz hű és ellene lázadó csapatok, végül csak 2011 augusztusának végére sikerült a város végleges bevétele a Nemzeti Felszabadítási Hadsereg részéről. A harcokban a bregai ipari létesítmények súlyosan megrongálódtak és a bregai repülőtér is huzamosabb időre használhatatlanná vált.

## Gazdasági szerepe
Brega a líbiai olajkitermelés egyik központja, kikötője miatt pedig a kereskedelemben is fontos szerepet tölt be. Úgyszintén Brega a kiindulópontja a 670 km hosszú Brega-Homsz kőolajvezetéknek.
Bregának saját repülőtere is van, mely a polgárháború pusztításait követően 2013 decemberében nyílt meg újra a légi közlekedés számára.